# Allgemeiner Nationalkongress
Der Allgemeine Nationalkongress (arabisch المؤتمر الوطني العام, DMG al-Muʾtamar al-Waṭanī al-ʿāmm, Zentralatlas-Tamazight ⴰⴳⵔⴰⵡ ⴰⵖⴻⵍⵏⴰⵡ ⴰⵎⴰⵜⵓ Agraw Aɣelnaw Amatu) war von 2012 bis 2014 die höchste Legislativbehörde Libyens. Er wurde durch eine Volkswahl am 7. Juli 2012 gewählt und ersetzt vom 8. August an den Nationalen Übergangsrat, welcher das Land seit dem Ende des libyschen Bürgerkrieges regierte.
Ende Juni 2014 wurde der Abgeordnetenrat, das zweite Parlament in Libyens Geschichte gewählt, das nur noch aus 200 Unabhängigen Kandidaten besteht.
Im September 2014 wurde der Allgemeine Nationalkongress als Neuer Allgemeiner Nationalkongress im Zuge des Bürgerkrieges in Libyen wieder von der Gegenregierung in Tripolis als Parlament eingesetzt. Seitdem steht dem international nicht anerkannten Parlament wieder Nuri Busahmein als Parlamentspräsident vor.

## Aufgaben
Die derzeitige Legislativsitzung wurde zunächst am 7. Juli 2012 gewählt. Anders als zunächst vom Übergangsrat vorgesehen, wird der Allgemeine Nationalkongress nicht die Mitglieder des noch zu bildenden verfassunggebenden Ausschusses wählen. Dieser Plan stieß auf Widerstand, insbesondere aus der ostlibyschen Region Kyrenaika.
Der Kongress hatte innerhalb von 30 Tagen nach seiner ersten abgehaltenen Sitzung am 9. August 2012 den neuen Ministerpräsidenten Mustafa Abu Schagur und ein neues Kabinett gewählt.

## Derzeitige Zusammensetzung
Der Allgemeine Nationalkongress bestand aus 200 Mitgliedern, von denen 80 durch ein Parteilistensystem nach Verhältniswahl und 120 als Unabhängige in Einzelmitgliedsdistrikten gewählt werden. Die westliche Region hatte 102 Abgeordnete bestimmt, die östliche 60, der Süden 29, die Sirte und Dschufra einschließende mittlere Region 9.
Die Zusammensetzung
| Partei                                       | Sitze |
| -------------------------------------------- | ----- |
| Allianz Nationaler Kräfte                    | 39    |
| Partei für Gerechtigkeit und Aufbau          | 17    |
| Nationale Front                              | 3     |
| Union für Heimatland                         | 2     |
| Nationale Zentrumspartei                     | 2     |
| Wadi-al-Hayah-Partei                         | 2     |
| Libysche Nationaldemokratische Partei        | 1     |
| Die Botschaft                                | 1     |
| Die Stiftung                                 | 1     |
| Nationalpartei für Demokratie und Wohlfahrt  | 1     |
| Nation und Prosperität                       | 1     |
| Authentizität und Erneuerung                 | 1     |
| Authentizität und Fortschritt                | 1     |
| Moderate Ummah-Versammlung                   | 1     |
| Labaika-Nationalpartei                       | 1     |
| Nationalpartei von Wadi asch-Schati'         | 1     |
| Zentristische Jugendpartei                   | 1     |
| Libysche Partei für Freiheit und Entwicklung | 1     |
| Allianz Nationaler Parteien                  | 1     |
| Libyen – Die Hoffnung                        | 1     |
| Weisheitspartei                              | 1     |
| Unabhängige                                  | 120   |
| Gesamt                                       | 200   |
| Quellen: Libya Herald                        |       |